# 1472
| [ Edytuj tabelę ]                          | |
| Król Polski                                | - 1447 Kazimierz IV Jagiellończyk 1492 |
| Książę Albanii                             | - 1446 Lekë Dukagjini 1481 |
| Współksiążęta Andory                       | - 1467 Roderic de Borja i Escriva 1472 - 1472 Pere de Cardona 1512 - 1436 Gaston IV 1472 - 1472 Franciszek Febus 1479                                                                  |
| Król Anglii                                | - 1471 Edward IV 1483 |
| Król Aragonii i Walencji, hrabia Barcelony | - 1458 Jan II Aragoński 1479 |
| Władca Azteków                             | - 1468 Axayacatl 1481 |
| Elektor Brandenburgii                      | - 1471 Albrecht III Achilles 1486 |
| Książę Bawarii-Landshut                    | - 1450 Ludwik IX Bogaty 1479 |
| Książę Bawarii-Monachium                   | - 1460 Zygmunt 1501 - 1465 Albert IV Mądry 1503 |
| Książę Burgundii                           | - 1467 Karol Śmiały 1477 |
| Sułtan Brunei                              | - 1433 Sulaiman 1473 |
| Cesarz Chin                                | - 1464 Chenghua 1487 |
| Król Cypru                                 | - 1464 Jakub II 1473 |
| Król Czech                                 | - 1469 Maciej Korwin 1490 |
| Król Danii                                 | - 1448 Chrystian I 1481 |
| Dalajlama                                  | - 1391 Gendun Drup 1474 |
| Władca Egiptu                              | - 1468 Ka'itbaj 1496 |
| Cesarz Etiopii                             | - 1468 Beyde Marjam I 1478 |
| Król Francji                               | - 1461 Ludwik XI 1483 |
| Hrabia Holandii                            | - 1467 Karol Śmiały 1477 |
| Władca Inków                               | - 1471 Tupac Yupanqui 1493 |
| Cesarz Japonii                             | - 1464 Go-Tsuchimikado 1500 |
| Kalif                                      | - 1455 Al-Mustandżid 1479 |
| Król Kastylii i Leónu                      | - 1454 Henryk IV 1474 |
| Patriarcha Konstantynopola                 | - 1471 Symeon I z Trapezuntu 1474 |
| Władca Korei                               | - 1469 Sŏngjong 1494 |
| Wielki książę litewski                     | - 1440 Kazimierz IV Jagiellończyk 1492 |
| Cesarz Majapahitu                          | - 1466 Suraprabhawa 1474 |
| Sułtan Maroka                              | - 1472 Muhammad asz-Szajch al-Mahdi 1505 |
| Książę Mediolanu                           | - 1466 Galeazzo Maria 1476 |
| Senior Monako                              | - 1458 Lambert Grimaldi 1494 |
| Wielki książę moskiewski                   | - 1462 Iwan III Srogi 1505 |
| Król Nawarry                               | - 1441 Jan II Aragoński 1479 |
| Król Norwegii                              | - 1450 Chrystian I 1481 |
| Sułtan Omanu                               | - 1451 Umar ibn al-Chattab 1490 |
| Elektor Palatynatu                         | - 1449 Fryderyk I 1476 |
| Papież                                     | - 1471 Sykstus IV 1484 |
| Król Portugalii                            | - 1438 Alfons V 1481 |
| Cesarz Rzymski (niemiecki)                 | - 1440 Fryderyk III Habsburg 1493 |
| Kapitanowie Regenci San Marino             | - 1471 Giacomo d'Antonio Sammaritani Marino di Venturino 1472 - 1472 Maurizio di Antonio Sabatino di Bianco 1472 - 1472 Girolamo di Francesco Belluzzi Simone di Antonio Belluzzi 1473 |
| Elektor Saksonii                           | - 1464 Ernest Wettyn 1486 |
| Król Szkocji                               | - 1460 Jakub III 1488 |
| Król Szwecji                               | - 1471 Sten Sture Starszy 1497 |
| Król Tajlandii                             | - 1448 Borommatrailokkanat 1488 |
| Sułtan Turków                              | - 1451 Mehmed II Zdobywca 1481 |
| Doża Wenecji                               | - 1468 Mikołaj Tron 1473 |
| Król Węgier                                | - 1458 Maciej Korwin 1490 |
| Cesarz Wietnamu                            | - 1460 Lê Thánh Tông 1497 |
| Wielki mistrz zakonu krzyżackiego          | - 1470 Henryk Reffle von Richtenberg 1477 |

Rok 1472 / MCDLXXII
stulecia: XIV wiek ~
XV wiek ~
XVI wiek

lata: 1462 «
1467 «
1468 «
1469 «
1470 «
1471 «
1472
» 1473
» 1474
» 1475
» 1476
» 1477
» 1482

## Wydarzenia w Polsce
- 15 marca–1 kwietnia – w Piotrkowie obradował sejm walny[1].
- Wiosna – 15 letni królewicz Kazimierz powrócił do Polski po nieudanej wyprawie po koronę węgierską.
- Maj – nieuznawany przez króla Polski biskup warmiński Mikołaj Tungen przybył na Warmię i wykorzystując poparcie zakonu krzyżackiego zajął większą część tej dzielnicy z Braniewem z wyjątkiem Lidzbarka Warmińskiego i Jezioran.
- Sasi nabyli księstwo żagańskie.
- Koziegłowy otrzymały prawa miejskie.
- 1 listopada–18 listopada – w Piotrkowie obradował sejm walny[1].

## Wydarzenia na świecie
- 20 lutego – Szkocja anektowała należące do Norwegii Orkady i Szetlandy.
- 26 czerwca – rozpoczął działalność pierwszy bawarski uniwersytet w Ingolstadt.
- 12 listopada – Iwan Srogi pojął za żonę bizantyjską księżniczkę Zofię; ich wnukiem był pierwszy car moskiewski, Iwan Groźny.

- Robert Valturio (inżynier wojskowy z Wenecji) w książce De ve militari przedstawił rysunek okrętu podwodnego.
- Wydano po raz pierwszy drukowany zapis muzyczny (nieznany drukarz z Konstancji).
- Muhammad asz-Szajch al-Mahdi z dynastii Wattasydów podporządkował sobie duchowieństwo i ogłosił się sułtanem Maroka.

## Urodzili się
- 28 marca – Fra Bartolomeo, włoski malarz renesansu (zm. 1517)
- 5 kwietnia – Bianca Maria Sforza, księżniczka mediolańska, cesarzowa niemiecka jako żona Maksymiliana I Habsburga (zm. 1510)
- 13 maja – Elżbieta II Jagiellonka, królewna polska, księżniczka litewska, córka Kazimierza Jagiellończyka (zm. po 1480)

## Zmarli
- 29 lutego – Antonia z Florencji, włoska zakonnica, błogosławiona katolicka (ur. 1401)
- 30 marca – Amadeusz IX Sabaudzki, książę Sabaudii i Piemontu, błogosławiony katolicki (ur. 1435)
- 25 kwietnia – Leone Battista Alberti, włoski malarz, poeta, filozof, muzyk i architekt renesansu (zm. 1404)
- 12 maja – Karol de Berry, książę de Berry, Normandii i Gujenny (ur. 1446)
- 15 lipca – Baltazar I, książę żagański (ur. ok. 1413)